# La Toilette (Toulouse-Lautrec)
Pour les articles homonymes, voir La Toilette.
Femme à sa toilette, aussi intitulé Rousse ou La Toilette, est un tableau peint en 1889 par Henri de Toulouse-Lautrec. Il mesure 67 × 54 cm et est conservé au musée d'Orsay à Paris.

## Historique
Toulouse-Lautrec a peint La toilette en 1889 dans son atelier de la rue Caulaincourt à Paris. On peut le constater en partie sur la base des meubles peints en arrière-plan, que l'on peut reconnaître sur des photos d'atelier de l'époque. Aucune étude du tableau n'est connue. Il semble qu'il l'ait peint en une seule fois.
Pendant longtemps, l'ouvrage a été daté de 1896, sur la base d'entrées dans d'anciens catalogues, sous le titre La toilette. Des recherches récentes ont toutefois montré que l'œuvre date de 1889, d'une époque où Toulouse-Lautrec ne travaillait pas encore dans des bordels. En 1890, il l'expose avec un autre portrait nu lors d'une exposition des Vingt à Bruxelles sous le titre Rouge.
Conservée dans les collections publiques françaises depuis 1914, elle se trouve au musée d'Orsay à Paris depuis 1983. Le tableau a été donné à la France par Pierre Goujon à sa mort en 1914. Il a d'abord été exposé au musée du Luxembourg, puis au musée national d'art moderne, et enfin au musée du Louvre. Il a été transféré au Musée d'Orsay en 1983. 
Toulouse-Lautrec a peint de nombreux nus féminins au cours de sa vie, travaillant souvent sur leur toilette. Une femme occupée à sa toilette était un thème fréquemment choisi par les impressionnistes, dont Pierre Bonnard, Mary Cassatt, Berthe Morisot et Edgar Degas. L'influence de Degas est particulièrement reconnaissable dans La toilette, par exemple, dans la manière typique de travailler par esquisses, qui donne l'impression d'un pastel quelque peu "inachevé". Le point de vue surélevé du peintre est également clairement dérivé de l'œuvre de Degas, qui a utilisé cette technique très souvent. 
À la fin des années 1880, Toulouse-Lautrec admirait beaucoup Degas. Il a été particulièrement impressionné par un certain nombre de nus que Degas a exposés lors de la huitième (et dernière) grande exposition impressionniste de 1886, et qui ressemblent clairement à cette œuvre de Toulouse-Lautrec par leur style et leur structure.

## Description
Le tableau représente une femme rousse, dénudée jusqu'à la taille, assise sur le sol, face au spectateur, juste avant ou juste après le bain. La mise en scène est photographique, avec une nette accentuation du point de vue de haut en bas.
Le tableau représente une scène de vie quotidienne d'une femme, assise sur une serviette ou un drap ordinaire, sur un tapis sombre, à même le sol. Elle est en grande partie dévêtue, le dos, les bras et la tête nus, les cheveux attachés en arrière, et la cuisse droite nue est visible. Une bande de tissu uni est enroulée autour de sa taille, avec une botte ou un bas noir sur sa jambe droite. D'autres vêtements sont disposés sur une chaise à gauche.
À l'arrière-plan se trouvent deux chaises en osier et une baignoire, suggérant que la femme se déshabille pour prendre un bain, ou se rhabille après s'être lavée. Le mobilier, reconnaissable sur des photographies contemporaines, suggère que l'œuvre a été peinte dans l'atelier de Toulouse-Lautrec, rue Caulaincourt à Paris. Il est possible qu'elle ait été réalisée en une seule séance, directement d'après nature, sans étude. Le modèle pourrait être l'une des favorites de Toulouse-Lautrec, Carmen Gaudin (1866?-1920).
La femme est vue de dos, présentant une apparence de fragilité presque émouvante. Les épaules ont une forme très harmonieuse. Sur celles-ci, la tête a une posture très droite et sereine. La chevelure est d'un rouge très délicat, séduisamment ramassée. Les bras et les jambes sont fins et délicats. Tout cela crée un contraste évident avec l'activité de la femme qui, précisément grâce à cette beauté qui ne disparaît pas, conserve sa pureté virginale. La sympathie du peintre est toute pour elle. 
La femme vient de finir de se laver dans une bassine que l'on aperçoit à côté de sa tête. Elle se sèche, assise par terre sur des serviettes. Le fait qu'elle vienne de sortir de l'eau accentue symboliquement sa purification. La chambre est pauvre et dépouillée. Le sol est constitué d'un parquet normal avec des planches parallèles sur lesquelles sont posés quelques objets : le fauteuil et le canapé en osier, et la baignoire. La technique de peinture est très habile et solide. Toulouse-Lautrec étale les couleurs en lignes rapides et marquées. L'image prend admirablement forme avec des traits qui s'entrecroisent sans perdre leur évidence linéaire. Les couleurs sont très délicates et définissent des reflets qui donnent aux choses un sentiment de grande authenticité.
L'œuvre a été peinte à l'huile sur carton et mesure 67 cm × 54 cm. Les couleurs sont utilisées avec sobriété, à certains endroits, la couleur du carton, qui sert de fond, ressort même. Toulouse-Lautrec utilise une palette de couleurs claires, principalement des bleus avec des verts jaunâtres et du rouge pour les cheveux de la femme, dilués avec de la térébenthine pour créer un effet détaché. L'image impressionniste, semblable à un travail au pastel ou à une esquisse, avec un point de vue élevé, montre une certaine influence d'œuvres similaires d'Edgar Degas, notamment celles exposées lors de la 8e (et dernière) exposition impressionniste à Paris en 1886.